# Claydonspitze
Claydonspitze är en bergstopp i Antarktis. Den ligger i Östantarktis. Nya Zeeland gör anspråk på området. Toppen på Claydonspitze är 999 meter över havet, eller 450 meter över den omgivande terrängen. Bredden vid basen är 3,5 km.
Terrängen runt Claydonspitze är huvudsakligen kuperad, men söderut är den bergig. Trakten är obefolkad. Det finns inga samhällen i närheten. 